# Eckhart Tolle
Eckhart Tolle (/ˈɛkɑːrt ˈtɒlə/ EK-art TO-lə, sinh năm 1948 ở Đức) là một nhà tâm linh, nổi tiếng nhất với vai trò tác giả cuốn sách The Power of Now và A New Earth. Năm 2011, ông được nhà sách Watkins Books xem là người có ảnh hưởng nhất thế giới về tâm linh. Năm 2008, một bài viết của The New York Times đã gọi Tolle là "tác giả về tâm linh nổi tiếng nhất nước Mỹ".
Eckhart Tolle từng nói rằng ông đã bị trầm cảm trong phần lớn cuộc đời của mình cho đến khi trải qua "một sự chuyển hóa tâm linh sâu sắc" năm ông hai mươi chín tuổi, làm thay đổi hoàn toàn những gì ông từng nghĩ về chính mình và hướng đi của đời ông. Ông đã dành vài năm sau đó để tìm hiểu và đào sâu thêm vào sự chuyển hóa này, rồi trở thành một vị thầy tâm linh. Ông đã bắt đầu viết cuốn sách đầu tiên của mình, The Power of Now, được phát hành vào năm 1997 và đã lọt vào danh sách những cuốn sách bán chạy nhất (Best Sellers) của New York Times. Năm 2003, cuốn sách đã dẫn đầu danh sách này.
Tính đến năm 2009 riêng tại Bắc Mỹ, số lượng tiêu thụ của The Power of Now và A New Earth được ước tính lần lượt là 3 triệu và 5 triệu bản. Sách của ông đã được dịch ra nhiều ngôn ngữ khác trên khắp thế giới. Từ năm 1995 đến nay, ông cư ngụ tại Vancouver, Canada.

## Các tác phẩm
- The Power of Now (Sức mạnh của hiện tại, 1997)
- Stillness Speaks (Sức mạnh của tĩnh lặng, 2003)
- A New Earth (Thức tỉnh mục đích sống, 2005)